# Nicolas Golovnine
Nicolas Vokoulievitch Golovnine, contre-amiral russe et sympathisant décembriste (1797-1850).

## Biographie
Né à Riazan en 1797, issu d'une famille de l'ancienne noblesse russe, possessionnée à Riazan et à Karkhov.
Fils d'un lieutenant au régiment Préobrajensky, intégra le 2 janvier 1815 l’École des cadets de la Marine (dont il sortit lieutenant le 10 février 1820) sous l'influence de son illustre parent l'explorateur Vassili Golovnine.
Détaché à Okhotsk en 1823-1828, y commande le brick Dionysos (ou Denis). 
Nommé chef de l'amirauté d'Irkoutsk le 2 février 1832 puis commandant du port d'Okhotsk en 1837.
Fait capitaine de vaisseau (26 mai 1837) puis capitaine de frégate (12 juin 1839) ; affecté en 1843 à la flotte de la Baltique, il finit contre-amiral (en retraite avec pension, pour raison de santé) le 25 avril 1845.
Marié, il laissa deux fils - Nicolas et Pierre - et trois filles: Catherine, Élisabeth et Marie.
Mort le 1er février 1850 ; il est enterré dans le cimetière de Smolensk, à Saint-Pétersbourg.

## Liens avec les Décembristes
Nicolas Vokoulievitch était un proche et un élève de Vassili Golovnine ; c'est donc tout naturellement qu'il devint aussi l'ami de Dimitri Zavalichine, autre officier de marine dont il partageait les idées réformistes. Toutefois, quand Zavalichine lui proposa d'intégrer l'Ordre de la Restitution, qu'il venait de fonder, Nicolas Vokoulievitch aurait préféré tergiverser, questionnant son ami sur la légalité de la création de l'Ordre plutôt que de donner directement son appui.
Il semble toutefois que ses relations suivies avec Zavalichine, ainsi que sa vraisemblable appartenance à la mouvance décembriste, lui aient été reprochées par les Autorités, expliquant la relative modicité de sa carrière malgré ses illustres apparentements.
Il est d'ailleurs généralement cité parmi les (sympathisants des) Décembristes.

## Distinctions
- Chevalier de l'Ordre de Saint-Stanislas, IVe classe (27 juillet 1836)
- Chevalier de l'Ordre de Saint-Vladimir, IVe classe (29 mai 1841)
- Insigne du service irréprochable (22 août 1841)

## Sources
- Dimitri Irinarkhovitch Zavalichine : Mémoires d'un décembriste (Записок декабриста), 1904[9]
- Grande encyclopédie biographique russe (Большая биографическая энциклопедия), 2009.